# فيرغوس أورورك
فيرغوس أورورك (بالإنجليزية: Fergus O'Rourke)‏ هو عالم حشرات أيرلندي، ولد في 1923، وتوفي في 2010.